# 춘궁동
춘궁동(春宮洞)은 경기도 하남시의 법정동이다. 남쪽으로는 경기도 광주시 남한산성면과 접하고 있고, 동쪽으로 천현동, 서쪽으로 감북동과 각각 접한다.

## 개요
하남시의 관문에 있으며, 산세가 유려하고 항상 맑은 공기와 자연이 주민과 공존하는 지역으로 많은 관광객이 방문하는 관광명소이다. 춘궁동은 조선시대부터 불려오던 ‘춘장동’(春長洞)의 ‘춘’자와 ‘궁말’(宮村)의 ‘궁’자를 합쳐 만든 명칭으로, 상사창, 하사창, 항, 교산동을 관장하는 행정동명을 겸하고, 궁안, 춘장, 버구리, 선산동의 자연부락으로 구성되어 있다. 그 밖에 상사창동과 하사창동은 예전에 사창(司倉)이 있었기 때문에 붙은 지명이고, 교산동은 향교와 객산에서 한 글자씩 붙인 이름이며, 항동은 남한산에 오르는 길목[項]이라 하여 명명한 지명이다.

## 법정동
- 춘궁동(春宮洞)
- 교산동(校山洞)
- 상사창동(上司倉洞)
- 하사창동(下司倉洞)
- 항동(項洞)

## 교육
- 고골초등학교

## 문화재
- 하남 이성산성 - 사적 제422호
- 하남 동사지 - 사적 제352호
- 하남 동사지 오층석탑 - 보물 제12호
- 하남 동사지 삼층석탑 - 보물 제13호
- 하남 교산동 마애약사여래좌상 - 보물 제981호
- 광주향교 - 경기도 문화재자료 제13호
- 하남 법화사지 및 부도 - 경기도 문화재자료 제86호
- 하남 상사창동 연자방아 - 경기도 문화재자료 제82호
- 하남 하사창동 철조석가여래좌상 - 보물 제332호[3]